# Famille de Larminat
 (décembre 2017).
Si vous disposez d'ouvrages ou d'articles de référence ou si vous connaissez des sites web de qualité traitant du thème abordé ici, merci de compléter l'article en donnant les références utiles à sa vérifiabilité et en les liant à la section « Notes et références ».
La famille de Larminat, est une famille française originaire de Lorraine.
Elle a été titrée au XIXe siècle.
Elle compte parmi ses membres un maire de Fontainebleau et des officiers dont des généraux.

## Histoire
Sous l'Ancien Régime, la famille Larminat est établie à Thionville en Lorraine[réf. nécessaire].
Sous le Second Empire, elle obtient un titre de baron en 1860 par confirmation d'un titre de 1828.
Cette famille a été admise le 19 décembre 1964 à l'Association d'entraide de la noblesse française.

## Personnalités
- Antoine Larminat (1709-1774), commissaire des guerres.[réf. nécessaire]
- Louis Larminat (1749-1814), commissaire des guerres à Metz en 1813, chevalier de Saint-Louis.[réf. nécessaire]
- Jean-Charles Nicolas de Larminat (1777-1840), conservateur de la forêt de Fontainebleau et maire de cette ville puis conservateur de la forêt de Compiègne, titré baron en 1828, à l'origine de la race de chien « Braque Saint-Germain ».
- Marie de Larminat, demoiselle d'honneur auprès de l'impératrice Eugénie, épouse de Napoléon III.[réf. nécessaire]
- Edgard de Larminat (1895-1962), général d'armée, premier président de l'Association des Français libres de juin 1945 à 1962, grand-croix de la Légion d'honneur, compagnon de la Libération.
- François de Larminat, contre-amiral en 1985.[réf. nécessaire]
- Stanislas de Larminat (1946), essayiste.

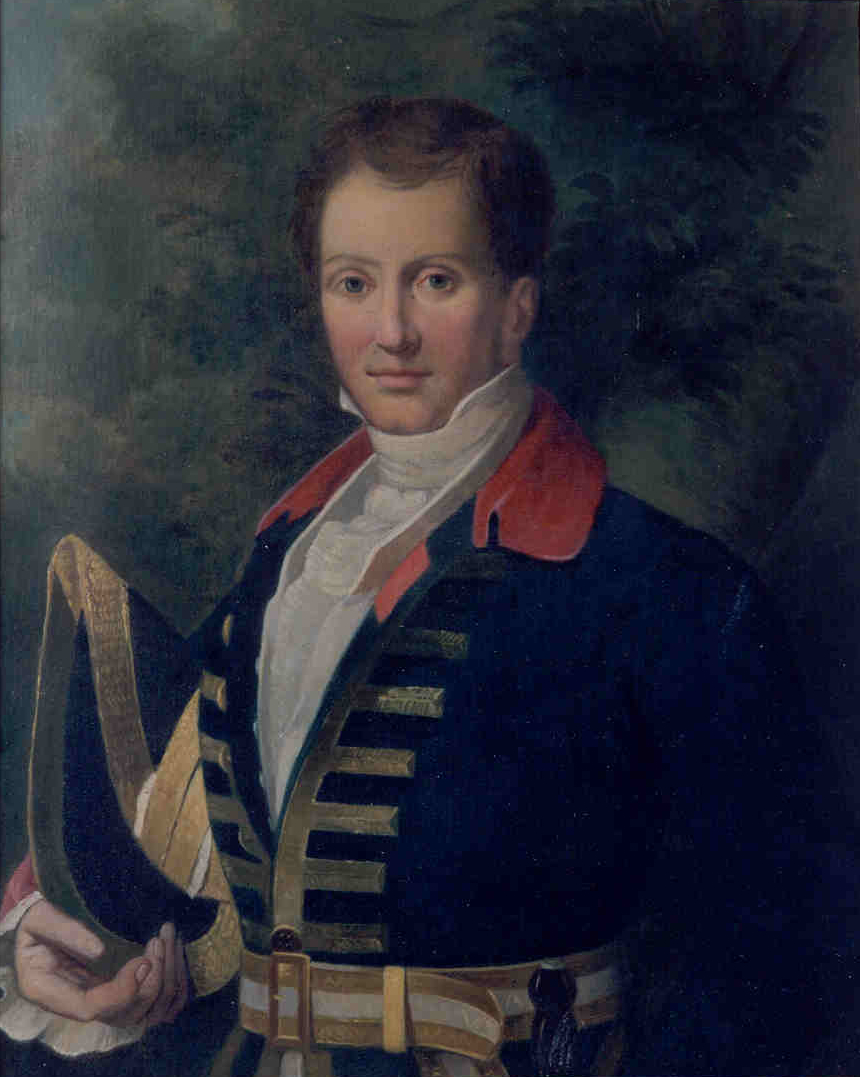
Jean-Charles Nicolas de Larminat (1777-1840)
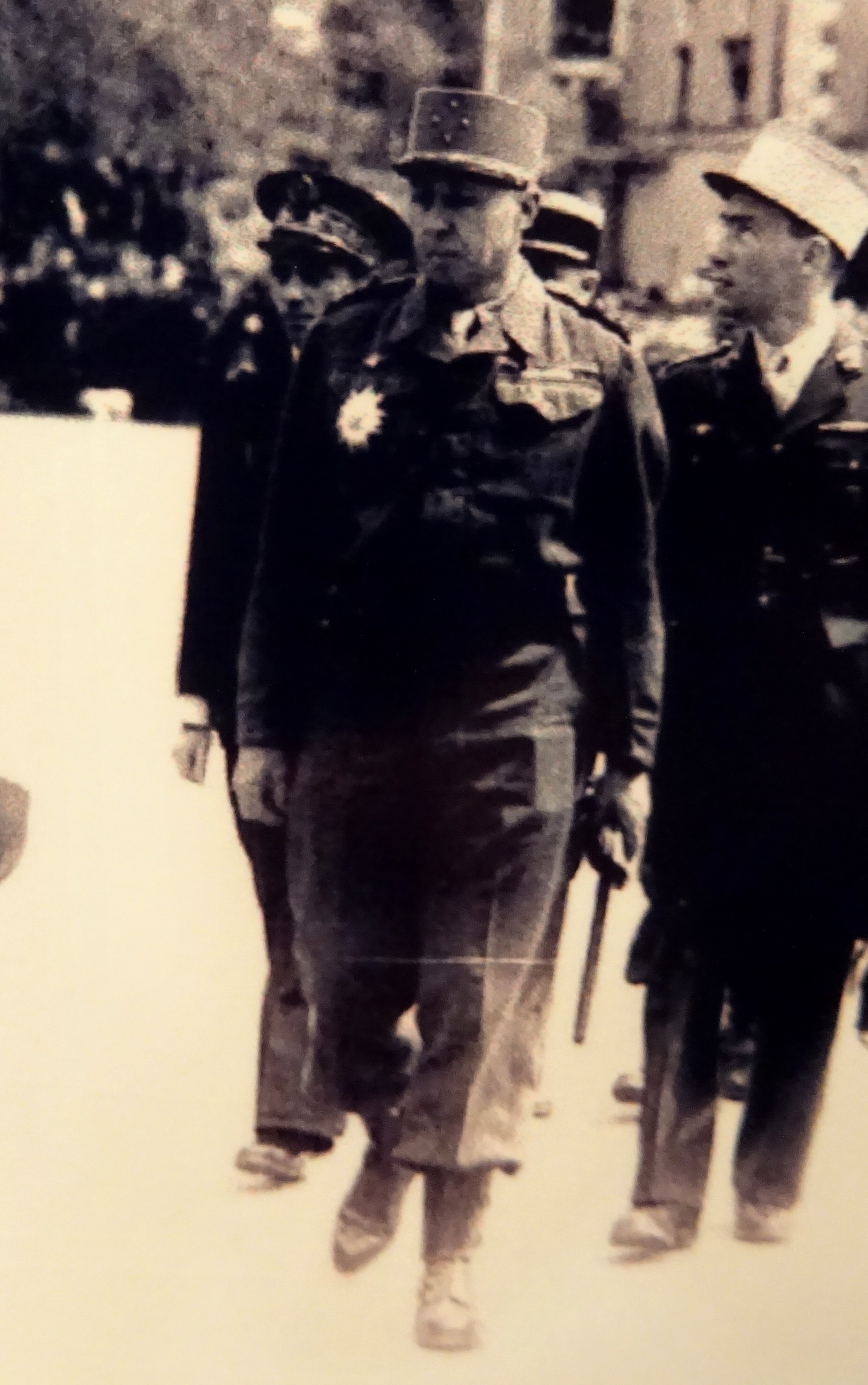
Edgard de Larminat (1895-1962)
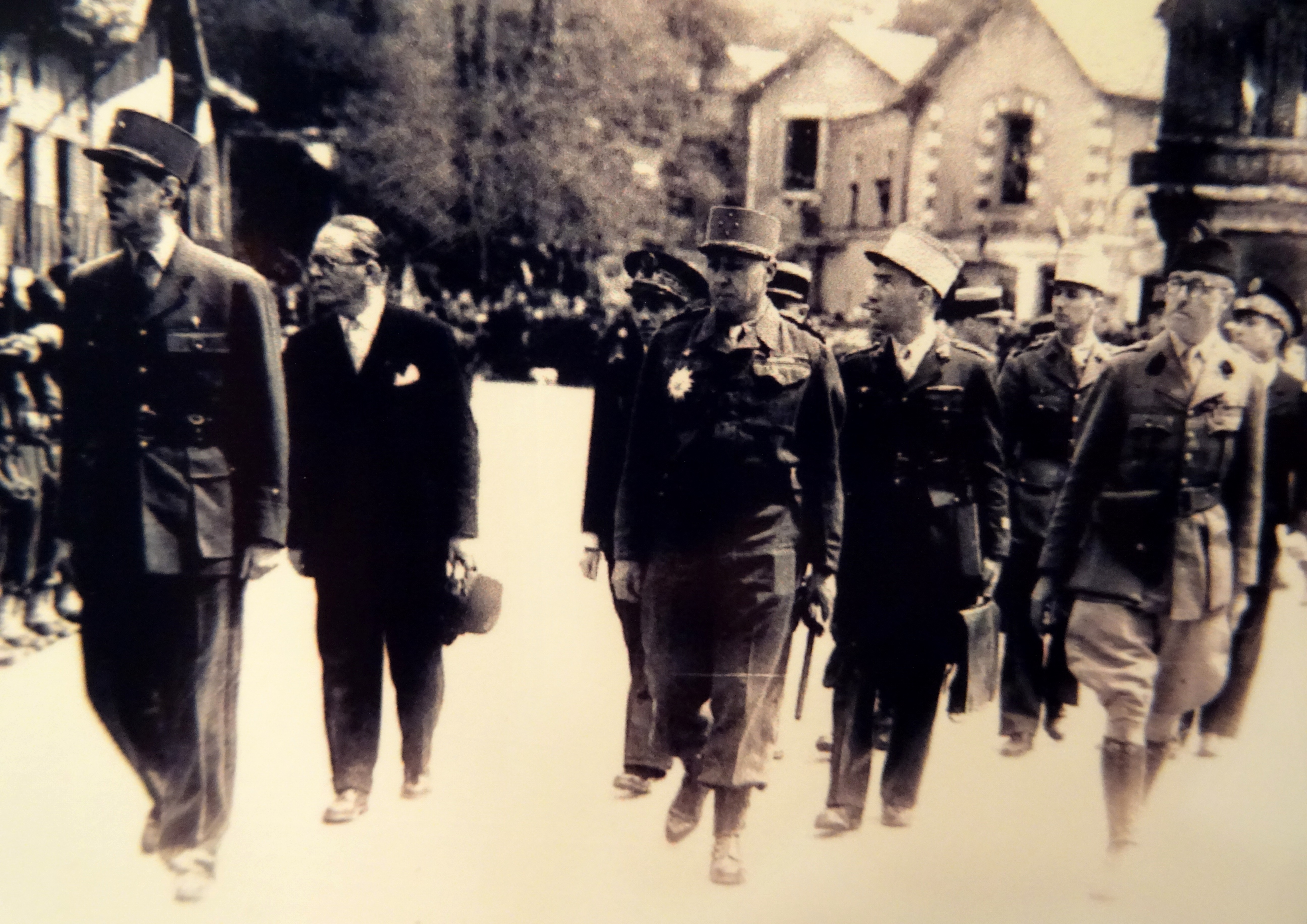
Edgard de Larminat (au centre) le 25 avril 1945, à Saint-Palais-sur-Mer avec le général de Gaulle, président du GPRF, et André Diethelm, ministre de la Guerre.
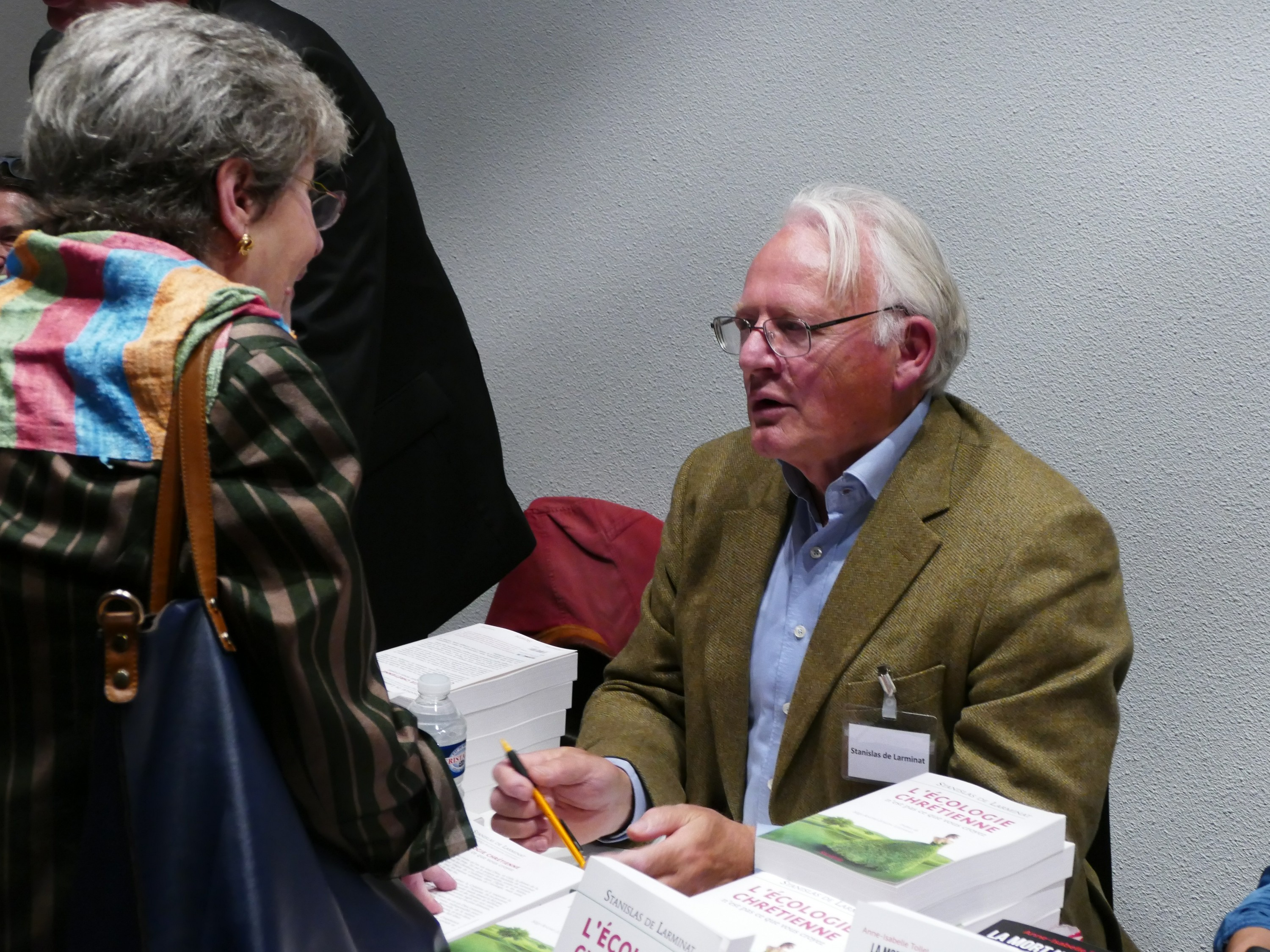
Stanislas de Larminat (1946).

## Alliances
Les principales alliances de la famille de Larminat sont : Marrier de Boisd’hyver (1807), de Lévézou de Vezins, de Lesquen du Plessis Casso.

## Armes
Antoine Larminat s'approprie un blason « D'hermines plein » évoquant son nom. Il s'agit donc d'armes parlantes. 
Pourtant, la branche aînée, en la personne de son oncle Jean-François de Larminat, avocat au parlement et échevin de Thionville, avait fait sa déclaration en 1697 décrivant ses armoiries : « D’azur au pal d’argent, chargé d’un tourteau d’azur ».
Un édit royal de 1696 avait prescrit un collationnement général des titres de noblesse et des armoiries dans tout le royaume, sous la direction de Charles d’Hozier. Cette déclaration était inscrite au cœur d’une liste se terminant par le commentaire suivant : « Il n’a été fourni par les dénommés ci-dessus, aucune figure ni explication d’armoiries », mais il était précisé qu’ils avaient « néanmoins payé les droits d’enregistrement ».
Même s’il est probable que les Larminat avaient porté les armes « Tout d’hermines », on s’étonne que l’oncle ne les ait pas déclarées, quitte à les modifier s’il l’avait souhaité. Toujours est-il qu’Antoine prend « D’hermines plein » comme armes parlantes, commettant ainsi une erreur puisque les armes de Bretagne étaient les mêmes.

### Fonds d'archives
- Des papiers de la famille de Larminat sont conservés aux Archives nationales, site de Pierrefitte-sur-Seine, sous la cote 325AP : Inventaires du fonds.